# Родиться-то я родился…
«Родиться-то я родился…» (полное название «Книжки с картинками для взрослых: Родиться-то я родился…»; яп. 大人の見る絵本 生れてはみたけれど, Otona no miru ehon: Umarete wa mita keredo; англ. A Picture Book for Grown-ups: I was Born, But..., иначе «Дети Токио» (англ. Children of Tokyo) — японский немой чёрно-белый фильм 1932 года, социальная сатира режиссёра Ясудзиро Одзу, первый из его фильмов, получивший престижную премию в категории «Лучший фильм» журнала «Кинэма Дзюмпо».

## Сюжет
Офисный клерк получает работу в новом пригороде Токио и переезжает туда вместе с двумя сыновьями Рёити и Кэйдзи.
Как водится, «новенькие» становятся мишенью «местных». Чтобы избежать преследования (особенно младшего Кэйдзи вожаком детской группировки Таро), братья пропускают школу, но когда оказываются «пойманы» учителем и отцом, призвавшим их учиться и стараться, чтобы «стать кем-то» — начинают сами пробиваться вверх в детской иерархии.
Заведя с бывшим вожаком частый детский спор «Мой папа важнее твоего», они попадают в дом отца Таро — коммерсанта, и, как выясняется, босса их собственного отца. Случайно увидев любительские видео хозяина дома, они видят в них своего родителя унижающегося и выступающего шутом для развлечения начальства, чтобы ускорить себе продвижение карьеры. Дети поражены — человек, которым они гордились, совсем не «важная персона», а напротив — льстец и тряпка, готовый унижаться и попадать в глупое положение ради работы.
Их уважение к отцу нарушено, они устраивают дома грандиозный скандал, не понимая как «никто» может призывать их «быть кем-то», а позиция в своем окружении может определяться только тем, что у другого больше денег, а не собственными способностями. Объявив голодовку, дети отправляются спать без ужина, лишь бы не есть лапшу, ради заработка на которую отец ставил себя в глупое положение. Родители пытаются решить, что делать с этим восстанием. Проходит время, и борьба голода с идеализмом постепенно заставляет ребят постигать проблемы «мира взрослых». Отец учит их принимать во внимание сложившуюся несправедливость существования и необходимость на что-то существовать, но при этом просит их не становиться жалкими подхалимами вроде него, про себя радуясь за их дух.

## В ролях
- Тацуо Сайто — клерк Ёсии
- Томио Аоки (под именем Токкан-Кодзо) — Кэйдзи
- Мицуко Ёсикава — «Мама» (жена Ёсии и мать Кэйдзи и Рёити)
- Хидэо Сугавара[яп.] — Рёити
- Такэси Сакамото — Дзюяку Ивасаки, босс Ёсии
- Тэруо Хаями — Фудзин, жена босса
- Сэйити Като — Таро, его сын
- Сёити Кофудзита — Кодзо, мальчик-посыльный
- Сэйдзи Нисимура — учитель

## Съёмочная группа и технические параметры
- Кинокомпания: Shochiku
- Режиссёр: Ясудзиро Одзу
- Сценарий: Ясудзиро Одзу (под именем Джеймс Маки; идея), Акира Фусими (собственно сценарий), Гэйбэй Ибусия (адаптация)
- Художник-постановщик: Такаси Коно
- Декораторы: Ёсиро Кимура, Такэдзиро Цунода
- Осветитель: Тосимицу Накадзима
- Помощники режиссёра: Кэнкити Хара, Акира Киёсукэ
- Оператор и монтажёр: Хидэо Сигэхара
- Операторская группа: Юхару Ацута, Масао Ириэ
- Формат: 1,37 : 1

В издании на DVD и Blu-ray к фильму была добавлена музыка Дональда Сосина.

## Награды
- 1933 — премия «Кинэма Дзюмпо» в категории «Лучший фильм»[7]

## Дополнительные факты
В 1959 году Ясудзиро Одзу снял цветной и звуковой ремейк своего раннего фильма под названием «Доброе утро».
В последующие годы фильм был упомянут в нескольких фильмах других авторов:
- Японском документальном фильме Кадзуо Иноуэ The Life and Works of Yasujiro Ozu (1983).
- Американском фильме Родди Богавы I Was Born, But… (2004), позаимствовавшем его название[9].

6 июля 2003 года картина участвовала в ретроспективном показе на Международном кинофестивале в Карловых Варах (Чехия).